# اعلامیه ملل متحد

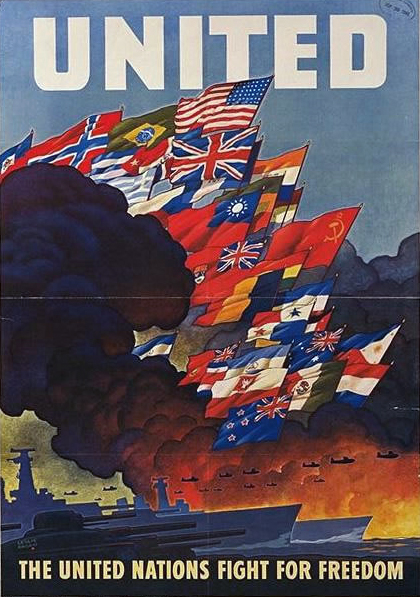
پوستر پرچم امضا کنندگان اولیه اعلامیه ملل متحد، از انتشارات اداره اطلاعات جنگ آمریکا در ۱۹۴۳

اعلامیه ملل متحد (به انگلیسی: Declaration by United Nations ، با منشور ملل متحد، انگلیسی: United Nations Charter که اساسنامه سازمان ملل متحد است اشتباه نشود)، اعلامیه ایست که در تاریخ ۱ ژانویه سال ۱۹۴۲ از سوی نمایندگان چهار قدرت اصلی متفقین، فرانکلین روزولت رئیس جمهور آمریکا، وینستون چرچیل نخست وزیر بریتانیا، ماکسیم لیتوینوف از شوروی، ت. و. سونگ (T. V. Soong) از سوی چین امضا شد. در روز بعد نمایندگان ۲۲ کشور دیگر، از جمله نمایندگان دولتهای در تبعید کشورهای اشغال شده نروژ و لهستان، نیز اعلامیه را امضا کردند.
روزولت در دسامبر ۱۹۴۱، اصطلاح ملل متحد (انگلیسی: United Nations) را برای متفقین بکار برد و این اعلامیه نیز با توافق چرچیل اعلامیه ملل متحد نامیده شد. تا قبل از پایان جنگ جهانی دوم و شکست کامل متحدین و تشکیل سازمان ملل متحد، از عنوان "ملل متحد" برای متفقین و امضا کنندگان این اعلامیه استفاده می‌شده‌است.
این اعلامیه را مقدمه‌ای بر ایجاد سازمان ملل متحد می‌دانند.
اعلامیه ملل متحد مکمل منشور آتلانتیک بود و در متن آن به این منشور ارجاع شده‌است، اما در این اعلامیه دو اصل دیگر نیز بر اصول منشور آتلانتیک اضافه شد. این اصول، کشورهای امضاکننده را متعهد کرد که تمام نیروی خود را در جنگ علیه دولتهای محور بکار ببرند و از صلح جداگانه با دولتهای محور اجتناب کنند. علاوه بر ۲۶ کشور اولیه، کشورهای دیگری، از جمله ایران (به تاریخ ۱۰ سپتامبر ۱۹۴۳) نیز این اعلامیه را امضا کردند. هنگامی که مقدمات کنفرانس سان‌فرانسیسکو، کنفرانس تشکیل سازمان ملل متحد، آماده می‌شد، تنها کشورهایی که تا مارس ۱۹۴۵ این اعلامیه را امضا کرده بودند به این کنفرانس دعوت شدند.

## امضا کنندگان اولیه
1. ایالات متحده آمریکا
2. امپراطوری بریتانیای کبیر
3. اتحاد جماهیر شوروی
4. جمهوری چین
5. استرالیا
6. بلژیک
7. کانادا
8. کاستاریکا
9. کوبا
10. جمهوری دومینیکن
11. السالوادور
12. گواتمالا
13. هائیتی
14. یونان
15. هندوراس
16. هندوستان
17. یوگسلاوی
18. لوکزامبورگ
19. هلند
20. نیوزیلند
21. نیکاراگوئه
22. نروژ
23. پاناما
24. لهستان
25. آفریقای جنوبی
26. چکسلواکی

## کشورهایی که بعداً ملحق شدند
1. مکزیک - (۵ ژوئن ۱۹۴۲)
2. فیلیپین - (۱۰ ژوئن ۱۹۴۲)
3. اتیوپی - (۲۸ ژوئیه ۱۹۴۲)
4. عراق - (۱۶ ژانویه ۱۹۴۳)
5. برزیل - (۸ فوریه ۱۹۴۳)
6. بولیوی - (۲۷ آوریل ۱۹۴۳)
7. ایران- (۱۰ سپتامبر ۱۹۴۳)
8. کلمبیا - (۲۲ دسامبر سال ۱۹۴۳)
9. لیبریا - (۲۶ فوریه ۱۹۴۴)
10. فرانسه - (۲۶ دسامبر ۱۹۴۴)
11. اکوادور - (۷ فوریه ۱۹۴۵)
12. پرو - (۱۱ فوریه ۱۹۴۵)
13. شیلی - (۱۲ فوریه ۱۹۴۵)
14. پاراگوئه - (۱۲ فوریه ۱۹۴۵)
15. ونزوئلا - (۱۶ فوریه ۱۹۴۵)
16. اروگوئه - (۲۳ فوریه ۱۹۴۵)
17. ترکیه - (۲۴ فوریه ۱۹۴۵)
18. مصر - (۲۷ فوریه ۱۹۴۵)
19. عربستان سعودی - (۱ مارس ۱۹۴۵)
20. لبنان - (۱ مارس ۱۹۴۵)
21. سوریه - (۱ مارس ۱۹۴۵)

## متن انگلیسی قرارداد
- Wikisource:Declaration by the united nations